# Phrynobatrachus chukuchuku
Phrynobatrachus chukuchuku é uma espécie de anfíbio anuro da família Phrynobatrachidae. Está presente nos Camarões. A UICN classificou-a como em perigo crítico.